# Rudolph van Pallandt
Rudolph Theodorus Baron van Pallandt van Eerde (ur. 28 listopada 1868 w Oldebroek, zm. 15 marca 1913 w Londynie) – holenderski arystokrata, strzelec i polityk.

## Życiorys
Uczestnik Letnich Igrzysk Olimpijskich 1908, gdzie wystąpił w 2 konkurencjach. Zajął 4. pozycję w trapie drużynowo (uzyskał przedostatni wynik w zespole), natomiast jego wynik w zawodach indywidualnych jest nieznany. Van Pallandt osiągał także sukcesy w kolarstwie. W 1887 roku został mistrzem Holandii w sprincie na tandemach, zaś rok później szosowym wicemistrzem kraju.
W latach 1901–1910 członek Stanów Prowincjonalnych Overijssel. Około 1911 roku był członkiem rady miejskiej Ambt-Ommen. Od 20 września 1910 roku do śmierci sprawował mandat deputowanego do Eerste Kamer – izby wyższej Stanów Generalnych. Reprezentował prowincję Overijssel i partię Christelijk Historische Unie.
Był żonaty, nie miał potomstwa. Wraz z tytułem szlacheckim odziedziczył zamek Eerde, zakupiony w 1706 roku przez jego przodka Johana Wernera van Pallandta. W XIX wieku zamek stał się letnim schronieniem myśliwskim, zaś po śmierci Rudolpha stał się własnością jego siostrzeńca Philipa. W latach 30. służył m.in. jako schron dla żydowskich dzieci.

## Wyniki

### Igrzyska olimpijskie
| Igrzyska    | Konkurencja     | Wynik                           | Miejsce | Źródło |
| ----------- | --------------- | ------------------------------- | ------- | ------ |
| Londyn 1908 | Trap            | NO                              | NO      | [ 1 ]  |
| Londyn 1908 | Trap, drużynowo | 174 pkt. (druż.) 26 pkt. (ind.) | 4       | [ 2 ]  |